# De Helleveeg (film)
De Helleveeg is een Nederlandse film uit 2016 van André van Duren gebaseerd op het gelijknamige boek van A.F.Th. van der Heijden.

## Verhaal
Albert is gefascineerd door zijn tante Tiny. Haar familie maakt zich zorgen over haar vanwege haar smetvrees en de verhalen die zij vertelt. Over een periode van zo'n 30 jaar wordt de familie gevolgd.

## Rolverdeling
| Acteur                   | Personage       |
| ------------------------ | --------------- |
| Hannah Hoekstra          | Tiny            |
| Benja Bruijning          | Albert          |
| Hadewych Minis           | Hanny           |
| Anneke Blok              | Oma             |
| Gijs Scholten van Aschat | Opa             |
| Frank Lammers            | Nico van Dartel |
| Robert de Hoog           | Koos            |
| Beau Schneider           | Henneman        |
| Juul Vrijdag             | Kennelhoudster  |
| Raf Schollen             | Albertje        |
| Joep van Leuken          | Albertje        |
| Rutger de Bekker         | dokter bij oma  |

## Prijzen en nominaties
De belangrijkste:
| Jaar | Prijs                                    | Categorie                | Genomineerde(n) | Uitslag  |
| ---- | ---------------------------------------- | ------------------------ | --------------- | -------- |
| 2016 | Gouden Kalf                              | Beste actrice            | Hannah Hoekstra | Gewonnen |
| 2016 | Gouden Kalf                              | Beste vrouwelijke bijrol | Anneke Blok     | Gewonnen |
| 2016 | Internationaal filmfestival van Montreal | Beste actrice            | Hannah Hoekstra | Gewonnen |

## Locaties
De film werd opgenomen in Eindhoven, Budel, Waalwijk, 's-Hertogenbosch (Moerputtenbrug) en op station Geldrop. In Utrecht werd gedraaid in de Ridderschapsstraat en bij station Utrecht Maliebaan (Spoorwegmuseum).